# Escut de Masllorenç
L'escut oficial de Masllorenç té el següent blasonament:
Escut caironat: d'argent, un mas de porpra obert sobremuntat d'un llorer de sinople. Per timbre, una corona mural de poble.

## Història
Va ser aprovat el 8 de maig de 1996.
Tant el mas com el llorer són senyals parlants referents al nom de la localitat.